# 渡辺健司
渡辺 健司（わたなべ けんじ、1969年7月17日 - 2017年9月18日）は、東京都豊島区出身の元水泳選手で、3回のオリンピック出場経験を持つ。日本大学豊山高等学校、早稲田大学人間科学部スポーツ学科卒。
祖父の豊田久吉も水泳選手で、1932年ロサンゼルスオリンピックの800mリレー金メダリストだった。

## 経歴
- 1984年 - ロサンゼルスオリンピック出場
- 1986年 - ソウルでアジア大会にて200ｍ平泳ぎで優勝
- 1988年 - ソウルオリンピック出場
- 1990年 - 北京でアジア大会にて200ｍ平泳ぎで優勝、平泳ぎ100ｍ日本新記録樹立(1:03:12)
- 1992年 - バルセロナオリンピックにおいて3大会連続出場、200ｍ平泳ぎで7位に入賞、平泳ぎ200ｍで日本新記録を樹立(2:14:35)
- 2017年9月18日 - 自宅で死亡しているところを発見された。48歳没[1]。